# قط مختلف العيون
قطة خَيْفَاء (مذكرها: قط أخيف، أي مختلف العيون) أو قط غريب العيون (بالإنجليزية: Odd-eyed cat)‏ هو قط له عين لونها أزرق والأخرى تختلف ولونها أخضر أو أصفر أو بني. اختلاف لون العينين راجع إلى تغاير لون القزحيتين، ويحدث، غالبا، عند القطط البيضاء.

## معرض صور

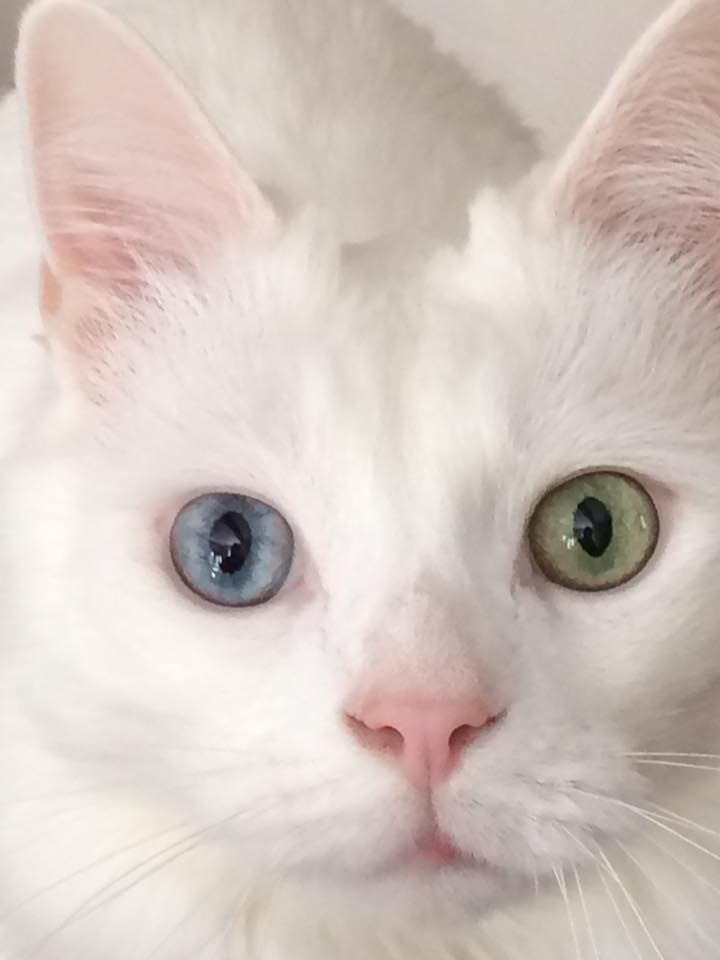
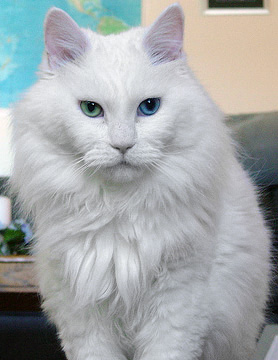
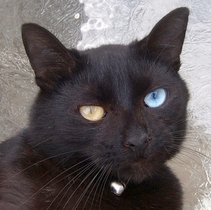
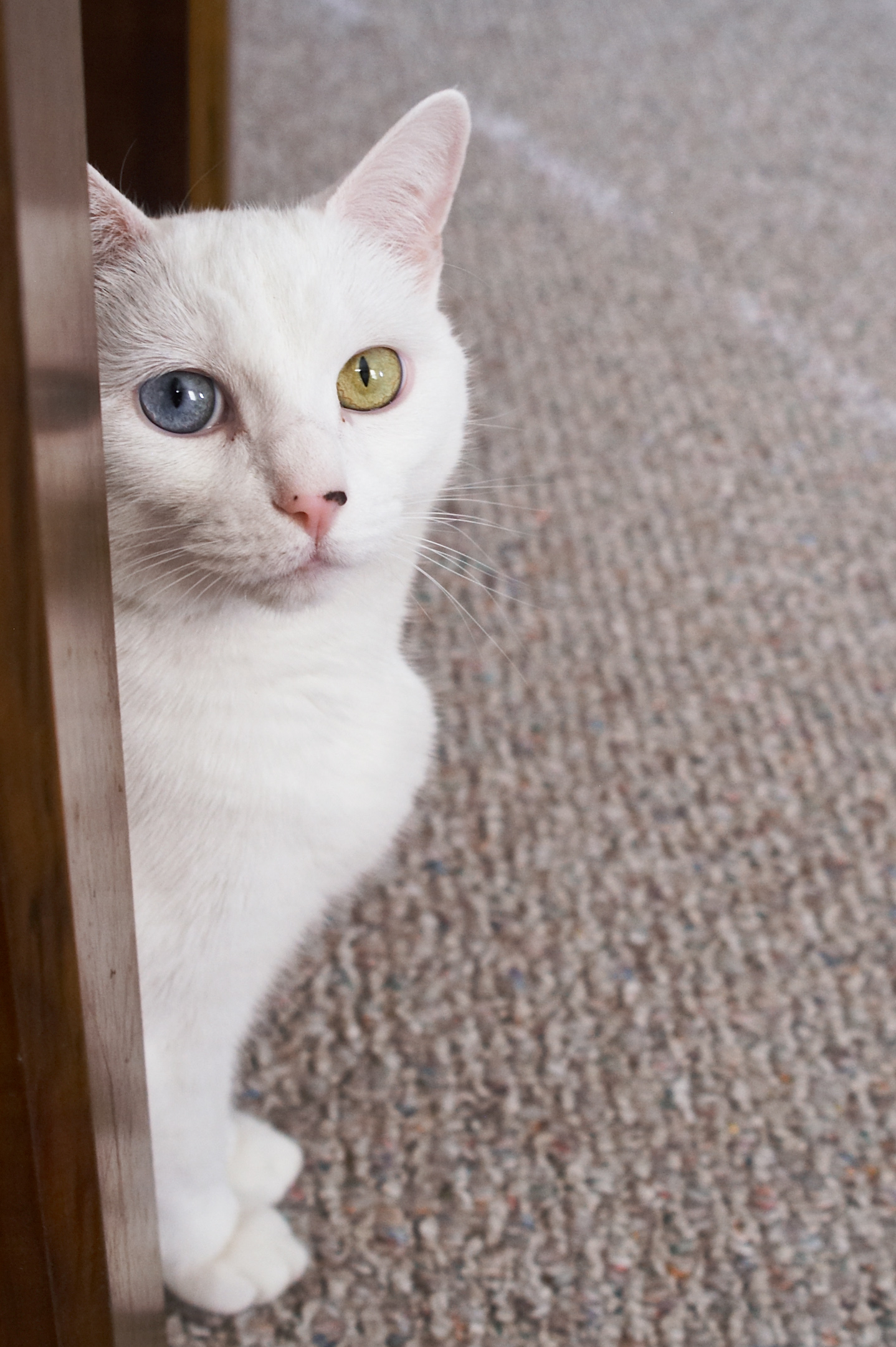
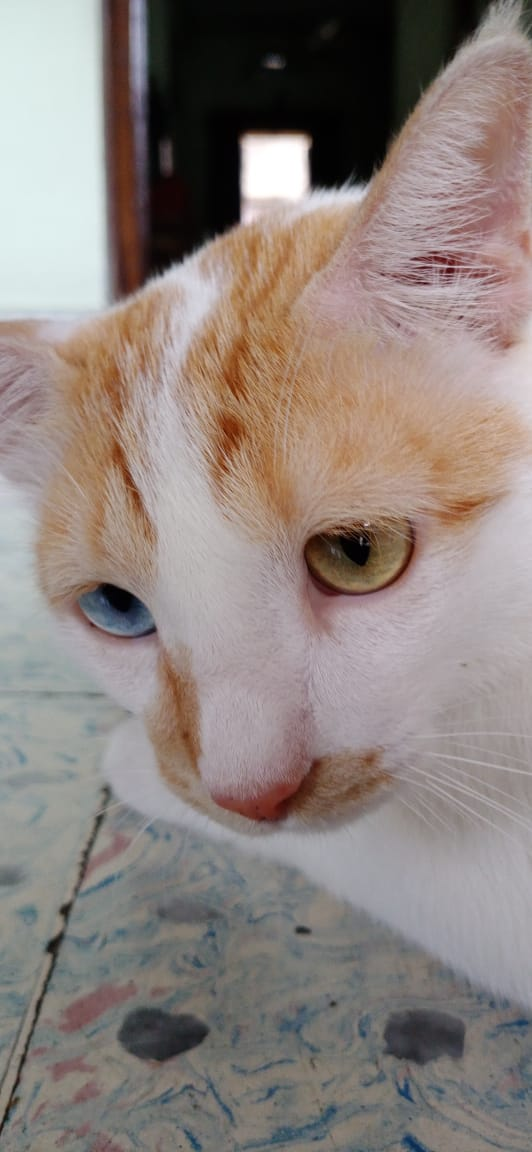
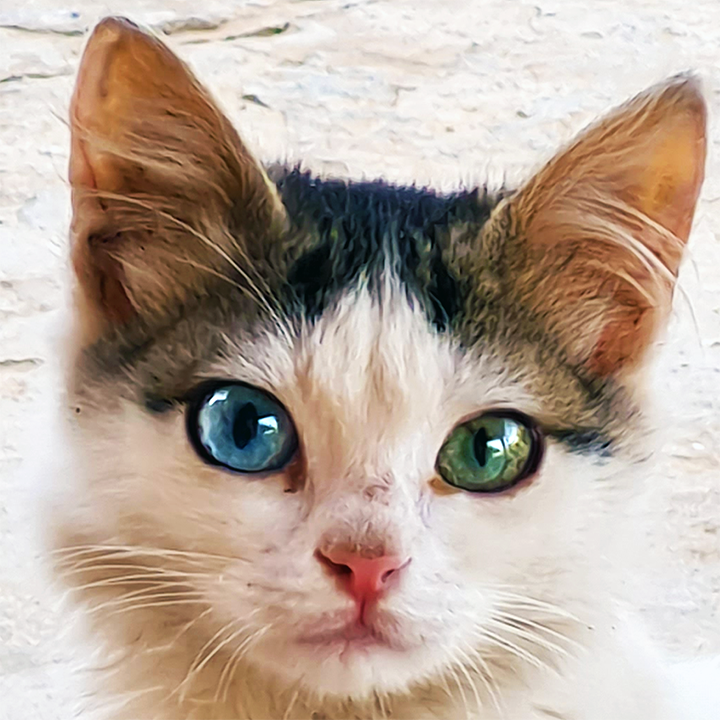
قط لهُ فرو ذو لونين، مختلف العيون، بالجزائر.